# Саед-Шах, Анна Юдковна
Анна Юдковна Саед-Шах (урождённая Данцигер; 30 декабря 1949, Москва — 11 февраля 2018, Переделкино) — советская и российская поэтесса, автор текстов песен, сценарист, журналистка, мать и постоянный соавтор композитора и певицы Раисы Саед-Шах.

## Биография
Окончила МОПИ им. Н. К. Крупской (филологический факультет). Печаталась с 1985 года со стихами и прозой в журналах: «Юность», «Новый мир», «Континент», «Огонёк», «Смена», «Дружба народов», «Русская виза» (повесть «Смерть пионерки» о жизни в Непале). Первая книга стихов «1000 строк из жизни женщины», вторая — «Меня встречали по одёжке», третья — в Болгарии на болгарском языке — «Звуковая дорожка». В 2013 году в издательстве «Время» вышла книга стихов «Современная тётка».
В песенном жанре много сотрудничала с известными композиторами, в числе которых Альберт Арутюнов, Давид Тухманов, Раиса Саед-Шах, Игорь Дорохов, Игорь Тальков. Песня на стихи Анны Саед-Шах «В доме моём» в исполнении Софии Ротару стала многолетним хитом. Её песни в разное время исполняли также Николай Караченцов, Ирина Уварова, Александр Буйнов, Яак Йоала, группа «Электроклуб», Филипп Киркоров, Валерий Леонтьев, Иосиф Кобзон.
Последнее время Анна Саед-Шах являлась постоянным автором издательства «Время», «Новой газеты», возглавляла единственную в Москве молодёжную мастерскую «Хип-хоп Арт Хауз».
Умерла 11 февраля 2018 года, похоронена в Москве на Переделкинском кладбище.

### Личная жизнь
- Первый муж — непалец Мохабуб Саед-Шах, бывший губернатор восточного штата Непала.
- Второй муж — поэт Олег Никитьевич Хлебников[2].

## Фильмография

### Сценарист
- 1991 год — «Это я — дурочка»[12]

## Известные песни
- «В доме моём» (музыка Давида Тухманова) — исполняет София Ротару
- «Баллада о ледяном доме» (музыка Давида Тухманова) — исполняют Валерий Леонтьев, Филипп Киркоров
- «Посвящение другу» (музыка Давида Тухманова) — исполняет Александр Буйнов
- «Прощальный день» (музыка Давида Тухманова) — исполняет группа «Электроклуб» Яак Йоала
- «От добра добра не ищут» (музыка Альберта Арутюнова) — исполняют Николай Караченцов и Ирина Уварова[3]